# Bijeli Klanac
Bijeli Klanac is een plaats in de gemeente Krnjak in de Kroatische provincie Karlovac. De plaats telt 13 inwoners (2001).